# غريس فاندربلت
غريس فاندربلت (بالإنجليزية: Grace Vanderbilt) هي نجمة اجتماعية أمريكية، ولدت في 3 سبتمبر 1870 في نيويورك في الولايات المتحدة، وتوفي بنفس المكان في 7 يناير 1953 بسبب ذات الرئة.